# 茹里皮兰加
茹里皮兰加是巴西帕拉伊巴州的一个市镇。总面积78.761平方公里，总人口9826人，人口密度124.8人/平方公里。